# سارا جفری
سارا جِفِری (به انگلیسی: Sarah Jeffery) یک بازیگر و رقصنده و خواننده کانادایی است. او بیشتر برای ایفای نقش پرنسس آدری در فیلم فانتزی درام شبکه دیزنی، فرزندان شناخته شده است.

## زندگی
سارا جفری با نام سارا ماری جفری در ونکوور کانادا به دنیا آمد. او در سه سالگی علاقه و استعداد زیادی در رقصیدن، خواندن و بازیگری داشت و در نمایش‌ها و تئاتر‌های موزیکال به اجرا می‌پرداخت تا جایی که در پانزده سالگی کار او شامل اجرا در تلویزیون و فیلم هم می‌شد.
اولین ایفای نقش او در تلویزیون در قسمت اول سریال Aliens in the House بود و پس از مدت کوتاهی در شبکه دایرکت‌تی‌وی در ۲۴ قسمت سریال Rogue در کنار تندی نیوتون بازی کرد و نقش دختر او، ایوی تراویس را ایفا کرد.
بعد از آن او به بازیگران سریال ویوارد پینز پیوست  در ۶ قسمت سریال در کنار مت دیلون و کارلا گوجینو بازی کرد.
در سال ۲۰۱۵ نیز با نقش آدری دختر زیبای خفته به جمع بازیگران فیلم فرزندان پیوست. و در ژانویه سال ۲۰۱۶ نیز در سریال پلیسی-جنایی سایه‌های آبی نقش کریستینا تانتوس، دختر جنیفر لوپز را بازی کرد.

## فیلم‌ها
| سال       | عنوان فارسی فیلم     | عنوان انگلیسی                     | نقش                              |
| --------- | -------------------- | --------------------------------- | -------------------------------- |
| ۲۰۱۳      | بیگانگان در خانه     | Aliens in the House               | کتی                              |
| ۲۰۱۳-۲۰۱۶ | سرکش                 | Rogue                             | ایوی تراویس                      |
| ۲۰۱۵      | ویوارد پینز          | Wayward Pines                     | امی                              |
| ۲۰۱۵      | فرزندان              | Descendants                       | پرنسس آدری ، دختر زیبای خفته     |
| ۲۰۱۵      | فرزندان : دنیای شرور | Disney's Descendants Wicked World | پرنسس آدری (صدا)                 |
| ۲۰۱۵      | فرزندان: مدرسه رازها | Descendants: School of Secrets    | پرنسس آدری                       |
| از ۲۰۱۶   | سایه‌های آبی          | Shades of Blue                    | کریستینا سانتوس                  |
| ۲۰۱۶      | در سراسر خط          | Across the Line                   | جِیمی کراولی                      |
| ۲۰۱۶      | یک کسی باش           | Be Somebody                       | امیلی لاو                        |
| ۲۰۱۸      | پرونده‌های ایکس       | The X-Files                       | بریانا استیپلتون                 |
| ۲۰۱۸      | دافنه و ولما         | Daphne & Velma                    | دافنه بلیک                       |
| ۲۰۱۹      | فرزندان ۳            | Descendants 3                     | پرنسس آدری ، دختر زیبای خفته     |
| ۲۰۱۹      | مرغ ربات             | Robot Chicken                     | پرینزسین ، سامانتا ، پیرزن (صدا) |

## جوایز
- نامزد جایزه ی لئو برای بهترین عملکرد زن در سریال نمایشی ، در سریال سرکش (Rogue)